# Lurdes Monteiro
Neyde Marisa Pina Barbosa (11 de julho de 1984) é uma handebolista angolana.

## Carreira
Lurdes Monteiro representou a Seleção Angolana de Handebol Feminino nos Jogos Olímpicos de Verão de 2016.